# Sex and the City, le film
Série Sex and the City
Sex and the City
(1998 - 2004) Sex and the City 2
(2010)
Pour plus de détails, voir Fiche technique et Distribution.
Sex and the City, le film, ou Sexe à New York au Québec, (Sex and the City) est un film américain réalisé par Michael Patrick King, sorti en 2008.
Il s'agit de l'adaptation sur grand écran de la série télévisée Sex and the City.
Le film se déroule quatre ans après les événements de la fin de la série. Charlotte est maintenant mariée à Harry, mais ayant des problèmes pour concevoir un enfant, ils ont adopté une petite fille chinoise prénommée Lily ; Miranda s'est installée à Brooklyn avec Steve pour élever leur fils Brady ensemble ; Samantha s'est localisée à Los Angeles pour être plus proche de Smith, devenu une superstar, bien qu'elle saisisse chaque opportunité de retourner à New York retrouver ses amies. Carrie est maintenant en couple avec Big et ils visitent des appartements avec pour but d'emménager ensemble.

## Synopsis
Carrie est très attirée par un appartement-terrasse bien trop cher pour eux, mais Big le lui offre. Carrie, malgré ses envies d'emménager avec Big, a peur de vendre son appartement actuel, n'ayant plus aucun droit sur leur habitation en cas de rupture car ils ne sont pas mariés. Big lui propose alors de l'épouser. Charlotte et Miranda sont enjouées par la nouvelle, mais Samantha reste sur ses gardes. Charlotte engage son ami de longue date Anthony Marantino comme organisateur de mariage.
Carrie montre à Anthony et Charlotte le costume vintage dans lequel elle compte se marier, mais à part elle, personne ne l'approuve. On propose à Carrie une séance photo pour Vogue. Elle est donc habillée en de nombreuses robes de haute couture. Vivienne Westwood lui offre une robe, qu'elle décide de porter à la place de son costume. L'annonce de son mariage fait que la petite cérémonie normalement organisée grandit de plus de plus, mettant Big mal à l'aise.
Miranda, stressée à cause de son travail, confesse à ses amies qu'elle a été si occupée qu'elle n'a pas couché avec Steve depuis six mois. Quand Steve avoue avoir trompé Miranda, cette dernière est dévastée et le quitte immédiatement. Lors d'une cérémonie organisée par Carrie et Big, Steve tente de renouer avec Miranda, mais cette dernière est toujours furieuse et dit à Big, sous l'effet de la colère, que le mariage ruine toute relation. Le jour du mariage de Carrie, Big, sous le coup du stress, ne se présente pas à la cérémonie. Alors que Carrie, dévastée, quitte le mariage, Big réalise son erreur et la rattrape, mais elle l'attaque avec fureur avec son bouquet au milieu de la rue.
Miranda dit à Charlotte que l'idée de Big lui a peut-être été inspirée par elle et souhaite le dire à Carrie, mais Charlotte l'en empêche, lui disant que Big a toujours douté de son envie de se marier. Pour consoler Carrie, les quatre femmes l'emmènent à sa lune de miel au Mexique, où elles se retrouvent et évacuent leur stress. En revenant à New York, Carrie engage Louise comme assistante pour l'aider à arranger sa vie. Elle retrouve son appartement et Louise l'aide à organiser son site Internet. Charlotte apprend qu'elle est enceinte et a peur de ce qui pourrait arriver à son enfant, mais Carrie la rassure.
Le jour de la Saint-Valentin, Carrie et Miranda dînent. Carrie dit à Miranda que lire l'article de Vogue à propos de ses fiançailles lui a fait remarquer qu'elle était tellement obnubilée par l'idée de mariage que cela dépassait son couple et que ce n'était que sa propre décision. Miranda avoue alors à Carrie ce qu'il s'est passé la veille du mariage. Carrie est furieuse que Miranda ait ruiné son mariage. Après quelques jours, Miranda parvient à parler avec Carrie et la supplie de lui pardonner, ce à quoi Carrie demande qu'elle fasse de même avec Steve. Ils suivent alors une thérapie de couple qui finit par les réconcilier.
Alors que Samantha est retournée à Los Angeles, elle se sent très seule car Smith passe sa journée à tourner des films jusque tard dans la nuit. Pour se distraire de ses pulsions sexuelles en regardant son voisin Dante, elle achète un chien, se suralimente et fait les boutiques. Admettant que son ancienne vie lui manque malgré le fait qu'elle aime Smith, elle rompt avec ce dernier et retourne vivre à New York. Pendant ce temps, Louise quitte son travail pour retourner à Saint-Louis et se marier.
Plus tard, Charlotte rencontre Big dans un restaurant, l'enrageant tellement qu'elle en perd les eaux. Big l'emmène à l'hôpital et attend la naissance de Rose, espérant que Carrie vienne. Harry dit à Carrie que Big aimerait qu'il l'appelle, lui ayant écrit pendant longtemps sans jamais recevoir de réponse. Carrie découvre dans les fichiers de Louise que Big lui a écrit de nombreux courriels, certains étant des lettres copiées du livre qu'elle lui lisait avant leur mariage, d'autres étant des lettres écrites de lui-même, dans lesquelles il s'excuse d'avoir foutu leur union en l'air et lui promettant de l'aimer pour toujours.
Carrie va au penthouse que Big avait acheté pour eux pour récupérer une paire de chaussures Manolo Blahnik qu'elle y avait laissé. Elle trouve Big dans la garde-robe qu'il lui avait construit, où ils s'embrassent passionnément. En remarquant à quel point ils étaient heureux avant de parler de mariage, Big demande à Carrie sa main avec l'une de ses chaussures incrustées de cristaux à la place d'une bague.
Ils se marient seuls à l'hôtel de ville de New York, où Carrie porte le costume vintage. Miranda, Samantha et Charlotte, appelées par Big, arrivent surprendre Carrie. Le film se termine sur les quatre femmes buvant des cosmopolitans, célébrant le cinquantième anniversaire de Samantha et en trinquant aux cinquante prochaines années.

## Fiche technique
Sauf indication contraire, les informations mentionnées dans cette section peuvent être confirmées par la base de données cinématographiques IMDb,  présente dans la section « Liens externes ».
- Titre original : Sex and the City ou Sex and the City: The Movie[Note 1]
- Titre français : Sex and the City, le film
- Titre au Québec : Sexe à New-York
- Réalisation : Michael Patrick King
- Scénario : Michael Patrick King, d'après l'oeuvre de Candace Bushnell
- Musique : Aaron Zigman et Dean Landon (non crédité)
- Direction artistique : Ed Check
- Décors : Jeremy Conway et Lydia Marks
- Costumes : Patricia Field
- Photographie : John Thomas
- Son : Michael Keller, John Ross,Michael Hilkene
- Montage : Michael Berenbaum
- Production : Michael Patrick King, Sarah Jessica Parker, Darren Star et John P. Melfi
  - Production déléguée : Toby Emmerich, Richard Brener, Kathy Busby et Jonathan Filley
  - Production associée : Tiffany Hayzlett Parker et Melinda Relyea
  - Coproduction : Eric M. Cyphers
- Sociétés de production[1] : Darren Star Productions, avec la participation de New Line Cinema, en association avec HBO Films
- Société de distribution :
  - États-Unis : New Line Cinema
  - France : Metropolitan Filmexport
  - Canada : Alliance Atlantis Motion Picture Distribution
  - Suisse : Fox-Warner
- Budget : 65 millions de $[2]
- Pays de production :  États-Unis
- Langue originale : anglais
- Format[3] : couleur (Technicolor) / (DeLuxe) - 35 mm / D-Cinema - 1,85:1 (Panavision) - son Dolby Digital
- Genre : comédie romantique, drame
- Durée : 145 minutes (version cinéma) ; 151 minutes (version longue)
- Dates de sortie[4] :
  - France, Suisse romande : 28 mai 2008
  - Canada : 29 mai 2008
  - États-Unis, Québec[5] : 30 mai 2008
  - Belgique : 4 juin 2008
- Classification[6] :
  - États-Unis : interdit aux moins de 17 ans (R – Restricted)[Note 2].
  - France : tous publics[7].
  - Québec : 13 ans et plus (13+ / 13 years and over).

## Distribution
- Sarah Jessica Parker (VF : Martine Irzenski ; VQ : Pascale Montreuil) : Carrie Bradshaw
- Kim Cattrall (VF : Micky Sébastian ; VQ : Isabelle Miquelon) : Samantha Jones
- Cynthia Nixon (VF : Marie-Frédérique Habert ; VQ : Catherine Proulx-Lemay) : Miranda Hobbes
- Kristin Davis (VF : Élisabeth Fargeot ; VQ : Viviane Pacal) : Charlotte York
- Jennifer Hudson (VF : Géraldine Asselin ; VQ : Catherine Hamann) : Louise
- Chris Noth (VF : Gabriel Le Doze ; VQ : Alain Zouvi) : Mr Big
- Jason Lewis (VF : Axel Kiener ; VQ : Jean-François Beaupré) : Smith Jerrod
- David Eigenberg (VF : Guillaume Lebon ; VQ : Michel M. Lapointe) : Steve Brady
- Evan Handler (VF : Pascal Germain) : Harry Goldenblatt
- Willie Garson (VF : Georges Caudron) : Stanford Blatch
- Lynn Cohen : Magda
- Mario Cantone (VF : Boris Rehlinger ; VQ : Benoît Éthier) : Anthony Marentino
- Gilles Marini : Dante, le voisin de Samantha

Source et légende : Version québécoise (VQ) sur Doublage Québec.

## Production

### Développement

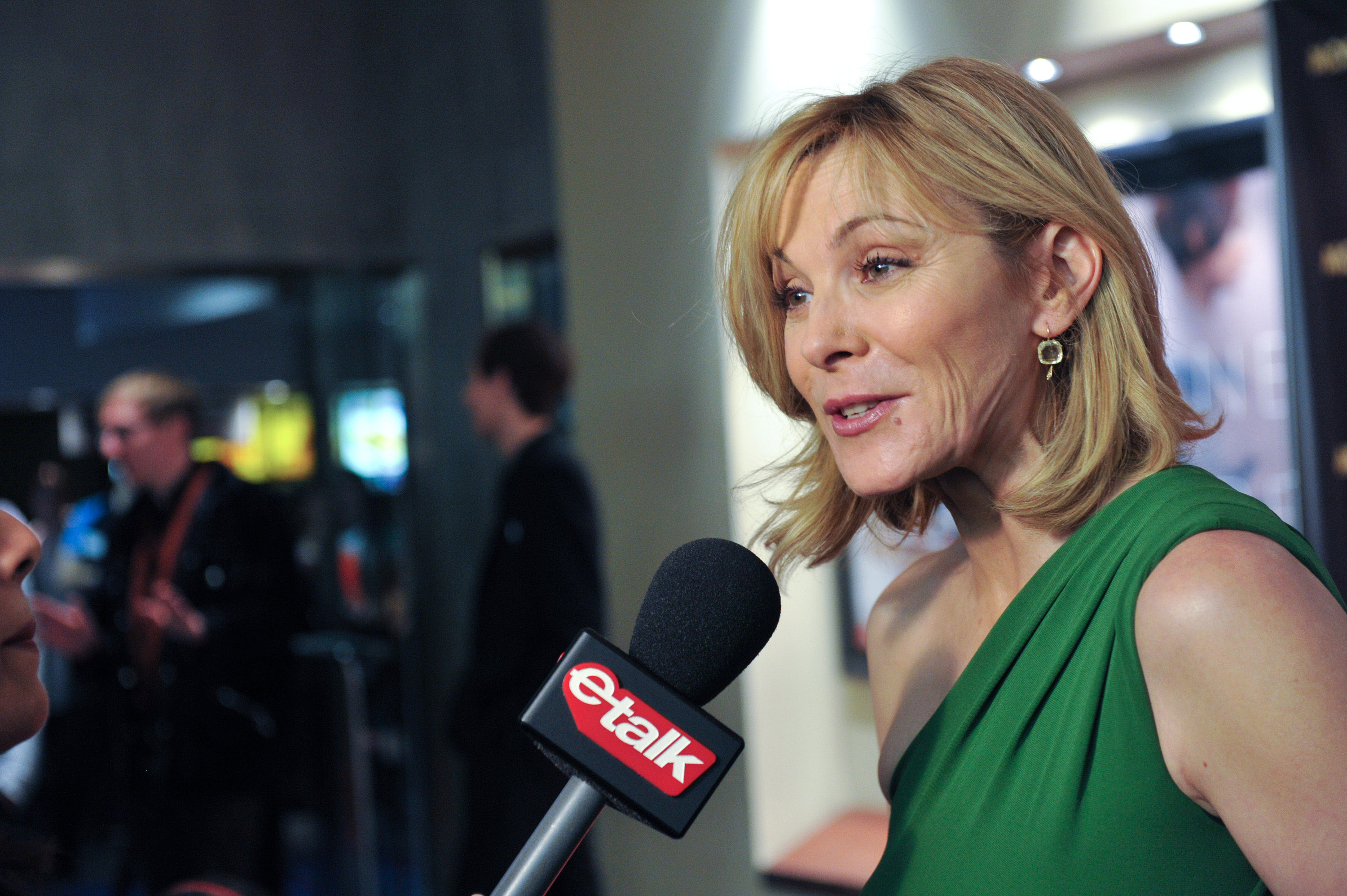
Dans un premier temps, Kim Cattrall refuse de reprendre son rôle au cinéma.

Le dernier épisode de la série Sex and the City, Une Américaine à Paris - 2e partie, est diffusé aux États-Unis le 22 février 2004. Son producteur, Michael Patrick King, a déjà débuté l'écriture du scénario d'un film, qui reprendrait là où la série s'est arrêtée. Dans ce premier projet, les quatre New-yorkaises se séparent et prennent des chemins différents. Des discussions sont engagées avec les quatre actrices principales pour qu'elles reprennent leur rôle au cinéma. En mai 2004, l'entourage de Kim Cattrall annonce qu'en l'absence script et de date de début de tournage, elle a accepté d'autres propositions. Selon la presse, la production lui aurait refusé ses exigences : un salaire égal à celui de Sarah Jessica Parker et approuver le script. L'actrice évoque en 2008 son divorce médiatisé et des problèmes familiaux qui font qu'elle n'était « tout simplement pas prête à jouer ce rôle ». Son refus met un terme provisoire au projet.
Le succès du Diable s'habille en Prada, durant l'été 2006, relance l'idée du film. Sarah Jessica Parker commence alors des négociations avec HBO. À la fin de l'année, le PDG de la chaine, Chris Albrecht, contacte Kristin Davis, Cynthia Nixon et Kim Cattrall qui acceptent de reprendre leur rôle, puis Michael Patrick King. Celui-ci se penche à nouveau sur le scénario, et décide d'abandonner l'idée de chemins séparés. En mars 2007, pendant seize jours, il s'enferme dans un petit hôtel du désert californien et finalise un script de 365 pages pour cinq heures de film. Au total, l'écriture du script a pris sept mois. Il choisit d'introduire un nouveau personnage, l'assistante de Carrie, pour apporter de la jeunesse et de la diversité (Louise est afro-américaine) au casting.
Alors que la préproduction doit débuter en juin, Chris Albrecht démissionne et HBO renonce à financer le film. Parker et John Melfi se tournent alors vers New Line Cinema, une autre filiale de Time Warner. En juillet, New Line Cinema et HBO Films annoncent la conclusion d'un partenariat pour le film, réalisé par Michael Patrick King et produit par King, John Melfi, Darren Star et Sarah Jessica Parker. Dans la foulée, la participation des quatre principales actrices et de Chris Noth est confirmée. En septembre, Jennifer Hudson, récemment oscarisée, rejoint le casting pour interpréter l'assistante de Carrie. Des invités sont annoncés pendant le tournage, à l'image du maire de New York, Michael Bloomberg, qui fait un caméo dans le film.

### Tournage
|                                                                                   |  |  |
| Les actrices Cynthia Nixon et Kristin Davis lors de la première du film à Berlin. |  |  |

Le tournage du film débute le 19 septembre 2007, dans le bâtiment de l'Académie des sciences de New York. De nombreuses scènes sont tournées en extérieur, dans New York. Des journaux publient les lieux de tournage du film, attirant des milliers de spectateurs et paparazzis, avec leurs caméras et appareils photos. Il n'y avait que quelques assistants et deux policiers pour contenir la foule. Le régisseur parlait dans un mégaphone pour dire au public de se taire ou de se tenir à l'écart. Le tournage de certaines scènes qui ne durent qu'une minute a pris plusieurs heures, à cause des badauds. Certains ont comparé ce phénomène à la Beatlemania.
Chaque prise entrainait des spéculations sur l'intrigue du film et les relations derrière la caméra, notamment sur la tension entre Kim Cattrall et Sarah Jessica Parker. Plusieurs éléments de l'intrigue, visibles, fuitent dans les médias : la robe de mariée de Carrie, la grossesse de Charlotte. Mais d'après King, « [les spectateurs] n'entendent vraiment pas les dialogues. Ils ne savent pas comment les personnages interagissent ». Pour protéger l'intrigue, l'équipe fait courir la rumeur selon laquelle il s'agirait de scènes de rêve. De plus, certains médias rapportent que de fausses scènes auraient été tournées pour maintenir le suspens.
Pour les scènes de la Fashion Week, Mercedes-Benz a fait construire et démonter des tentes à Bryant Park, en échange de placements publicitaires puisque la semaine de la mode n'avait pas encore commencé. La plupart des scènes d'intérieur sont tournées aux Studios Silvercup, comme à l'époque de la série. Le tournage s'achève le 15 janvier 2008, après 69 jours de travail.

## Accueil

### Accueil critique

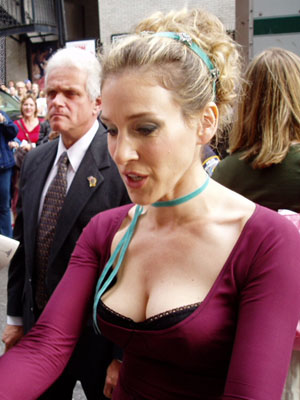
L'actrice principale Sarah Jessica Parker, ici en juin 2003.

Le film a été accueilli de manière mitigée par la critique. Il recueille 49 % d'avis favorables avec un score moyen de 5.60⁄10, sur la base de 180 critiques collectées par le site Rotten Tomatoes. Sur le site Metacritic, il obtient un score de 53⁄100, sur la base de 38 critiques collectées, indiquant des critiques mitigées ou moyennes. Sur AlloCiné, il reçoit un score de 3⁄5, à partir de l'interprétation de 18 critiques de presse francophones. Plusieurs médias vont jusqu'à classer Sex and the City, le film parmi les pires de l'année 2008, à l'image du Times, du Daily Telegraph ou du New York Observer,,. De l'avis général, comme le rapporte le site Rotten Tomatoes, « Sex and the City s'essouffle dans son passage au grand écran, mais ravira les fans de la série ».
Pour Genevieve Koski de l'A.V. Club, « Michael Patrick King […] a façonné un film taillé sur mesure pour les fans ». Il s'agit d'une « lettre d'amour pailletée » destinée aux fans de la série. De ce fait, les spectateurs, qu'ils aient une opinion positive ou négative de la série, ne devraient pas changer d'avis. Comme le résume William Thomas du magazine Empire « si vous êtes immunisé aux charmes de Carrie et compagnie, [le film] ne va pas faire grand chose pour vous convertir ».
Selon Gilles Médioni de L'Express « les répliques sont toujours aussi tordantes et torrides, les images, dignes du magazine Vogue ». Sébastien Poirier de Canoë prédit « vous rirez beaucoup dans ce film ». Cécile Mury de Télérama regrette que « les anecdotes sexuelles les plus drôles, les plus osées [aient] été soigneusement zappées », malgré cela elle trouve le film « toujours savoureux ».
Certains critiques notent le « manque d'habileté et de nuance » de Sex and the City, le film. D'autres lui reprochent sa « longueur excessive », en particulier la partie se déroulant au Mexique. « Le film fonctionne davantage comme un épisode télévisé de longue durée qu'un film totalement abouti », selon Genevieve Koski. Gilles Médioni remarque lui aussi que « le scénario traverse, comme les quatre New-Yorkaises, de grosses vagues de dépressions ». Dans ce film, dont le public visé est principalement féminin ou homosexuel, Manohla Dargis du New York Times regrette que les personnages masculins « restent là à ne rien faire, à sourire ou se déshabiller ».
Le film se voit également reprocher le placement de produit permanent. Gilles Renault de Libération parle d'un « giga spot publicitaire ». Pour Richard Corliss du Time, « comme dans les magazines de mode, il est impossible de différencier l'éditorial de la publicité. On ne peut pas dire où s'achève la scène et où commence le placement de produit ». Il prend comme exemple l'amitié de Carrie avec son assistante, bâtie sur le don d'un sac à main Louis Vuitton. D'après Claudia Puig de USA Today, « les presque deux heures et demie du film sont bourrées d'images de changement de garde-robe ce qui pourrait soumettre à rude épreuve les nerfs, même des fashionistas pures et dures ». En 2013, l'actrice Cynthia Nixon, qui interprète Miranda dans le film et la série, avoue être mal à l'aise avec l'aspect matérialiste du film. Elle se rappelle sa gêne à une avant-première où le public a applaudi le dressing que Mr Big fait construire pour Carrie, s'interrogeant : « Est-ce que les femmes du public considèrent ça comme le vrai amour ? Un homme qui a assez d'argent pour vous acheter un dressing ? ».

### Box-office
Le film est un succès commercial, rapportant 415 253 641 $ au box-office mondial, dont 152 647 258 $ aux États-Unis et au Canada, pour un budget d'environ 65 millions de dollars. Au niveau mondial, il s'agit du 11e plus gros succès commercial de l'année 2008. Aux États-Unis, le film rapporte plus de 55 millions de dollars le week-end de sa sortie, prenant la tête du box-office américain. Il réalise ainsi le meilleur démarrage de l'histoire pour une comédie romantique, pour un film « rated R » et pour un film dont le casting principal n'est composé que de femmes (sans tenir compte de l'inflation). En France, Sex and the City, le film se classe deuxième au box-office, derrière Indiana Jones et le Royaume du crâne de cristal, les deux semaines suivant sa sortie. Au total, le film réalise 1 993 359 entrées en France, 316 669 en Belgique, 292 303 au Québec et 249 613 en Suisse.
Voici un tableau résumant les principaux résultats enregistrés au box-office par le film :
| Pays        | Box-office    | Pays         | Box-office  |
| ----------- | ------------- | ------------ | ----------- |
| +           | 152 647 258 $ | Pays-Bas     | 6 224 150 $ |
| Royaume-Uni | 52 276 151 $  | Suède        | 6 190 774 $ |
| Allemagne   | 27 111 878 $  | Corée du Sud | 5 751 305 $ |
| Australie   | 25 778 763 $  | Norvège      | 5 372 362 $ |
| France      | 18 069 194 $  | Finlande     | 4 810 218 $ |
| Japon       | 16 692 762 $  | Brésil       | 4 332 760 $ |
| Italie      | 10 435 358 $  | Autriche     | 3 512 306 $ |
| Espagne     | 9 740 001 $   | Suisse       | 3 594 214 $ |
| Russie      | 9 015 691 $   | Mexique      | 3 480 182 $ |
| Danemark    | 6 419 548 $   | Belgique     | 3 366 788 $ |

## Distinctions
Entre 2008 et 2009, Sex and the City, le film a été nommé dans diverses catégories,.

### Distinctions 2008
| Évènement             | Catégorie                                                                                   | Nommé(es) / Résultat      | Nommé(es) / Résultat |
| --------------------- | ------------------------------------------------------------------------------------------- | ------------------------- | -------------------- |
| MTV Movie Awards      | Meilleur film de l'été jusqu'à présent                                                      | Sex and the City, le film | Nomination           |
| Golden Trailer Awards | Meilleure affiche de blockbuster de l'été 2008                                              | The Ant Farm              | Nomination           |
| Teen Choice Awards,   | Meilleur film de Comédie sentimentale destiné aux jeunes femmes (Choice Movie: Chick Flick) | Sex and the City, le film | Nomination           |
| Teen Choice Awards,   | Meilleure actrice dans un film de comédie                                                   | Sarah Jessica Parker      | Nomination           |
| National Movie Awards | Meilleure comédie                                                                           | Sex and the City, le film | Nomination           |
| National Movie Awards | Meilleure actrice                                                                           | Sarah Jessica Parker      | Nomination           |
| Satellite Awards      | Meilleurs costumes                                                                          | Patricia Field            | Nomination           |

### Distinctions 2009
| Évènement                       | Catégorie                              | Nommé(es) / Résultat                                                           | Nommé(es) / Résultat |
| ------------------------------- | -------------------------------------- | ------------------------------------------------------------------------------ | -------------------- |
| Brutus du cinéma                | Meilleur film étranger                 | Sex and the City, le film                                                      | Nomination           |
| Costume Designers Guild         | Meilleurs costumes contemporains       | Patricia Field                                                                 | Nomination           |
| AARP Movies for Grownups Awards | Meilleure actrice dans un second rôle  | Kim Cattrall                                                                   | Nomination           |
| BET Awards                      | Meilleure actrice                      | Jennifer Hudson                                                                | Nomination           |
| BMI Film and TV Awards          | Meilleure musique de film              | Aaron Zigman                                                                   | Lauréat              |
| People's Choice Awards          | Distribution préférée                  | Sarah Jessica Parker, Kim Cattrall, Kristin Davis, Cynthia Nixon et Chris Noth | Nomination           |
| People's Choice Awards          | Chanson préférée d'une bande originale | Labels or Love de Fergie                                                       | Nomination           |